# Rush Wars
Rush Wars  est un jeu vidéo mobile de stratégie en temps réel massivement multijoueurs, développé et édité par le studio finlandais Supercell. Il sort en soft launch sur iOS et sur Android au Canada, en Australie et en Nouvelle-Zélande en août 2019, avant d'être annulé en novembre de la même année.

## Système de jeu
Rush Wars est un jeu de stratégie en ligne massivement multijoueur de stratégie en temps réel. Le but du jeu est de débloquer des personnages, bâtiments et pièges (ainsi que de les améliorer) via des combats effectués sur des bases d'autres joueurs tout en défendant la nôtre. Lors des attaques, le joueur a pour but de détruire les 3 mines d'or adverses, bien que même si une seule est détruite le joueur gagne le combat. En cas de victoire, ces derniers rapportent de l'or et, un coffre après la destruction de 5 "mines d'or".
Il est également possible de jouer des Dominations d'équipe, celles-ci étant, en résumé, une série de combats et de défenses d'une équipe contre une autre. Celle qui, au bout de 24 heures, aura détruit le plus de mines d'or gagne.

### Économie
Adoptant un modèle économique freemium, le joueur peut acheter des gemmes avec de l'argent réel pour remplir la réserve de clefs automatiquement (étant obligatoires pour ouvrir les coffres) ou pour acheter de l'or. Il n'est pas possible d'acheter directement de l'or avec de l'argent réel. Les gemmes sont aussi obtenables dans les coffres et en gagnant un niveau.
À la suite de l'annonce de la suppression du jeu, Supercell a précisé que tous les joueurs ayant payé pour avoir des gemmes sur Rush Wars pourrons se voir transférer celles-ci sur un autre de leur jeux tel que Clash of Clans ou Clash Royale.

### Clans
Dans le jeu, les joueurs peuvent rejoindre une équipe s'il remplissent les conditions paramétrées par les chefs de l'équipe ou en créer pour un coût de 50 pièces d'or. Un clan peut regrouper au maximum 25 membres.
L'équipe possède une hiérarchie. Trois rangs se distinguent : Chef (un seul par clan), chef-adjoint et membre. Les membres peuvent participer à la vie du clan et aux dominations d'équipe. En revanche, il est nécessaire d’acquérir le grade de chef-adjoint pour pouvoir inviter, exclure ou accepter de nouveaux membres dans l'équipe. Seul le chef peut promouvoir un membre en chef adjoint.

### Donation d'or
Lorsqu'une icône de dons apparaît à droite du nom du clan dans le chat, il est possible de donner de l'or pour le compléter, dès que cela est fait, les joueurs ayant fait un ou plusieurs dons reçoivent un piège qui servira à la défense de la base. Ce dernier n'est pas permanent, il disparaîtra au moment où la carte défensive changera.

### Domination d'équipe
Le chef de l'équipe peut décider de lancer une domination d'équipe. Elle consiste en un affrontement de deux équipes. Elle dure deux jours, un jour de préparation (les joueurs créer une défense sur une base qui leur est attribuée) et un jour ou les personnes doivent attaquer les bases de l'équipe ennemie.

## Développement
Rush Wars est développé par Supercell, une entreprise finlandaise connue pour ses jeux Clash of Clans et Clash Royale. Sa version bêta sort le 26 août 2019. Le 5 novembre de la même année, la compagnie annonce la fermeture du jeu à la date du 30 novembre 2019.